# 游士任
游士任（1583年—？年），字伊仲，號肩生，湖廣武昌府嘉魚縣站籍，江西豐城縣人，明朝政治人物。

## 生平
丙午湖廣鄉試第三十七名舉人，萬曆三十八年庚戌科會試一百三十三名，第三甲第三十三名進士。刑部觀政，授浙江湖州府長興縣知縣，四十四年丙辰題留，暫擬北戶部主事。四十七年己未輔考選，授監察御史。天启元年（1621年），募兵江淮，寻为登津监军御史，给铸登莱天津等处监军关防。其所募皆方术游手之徒，坐糜金钱十数万，招摇岁馀，竟不敢渡辽。天启二年，遇邹滕盗起，聊试之韩庄闸，望风奔北，朝廷逮治之，天启五年下镇抚司狱，削籍遣戍追赃。崇祯初释还。

## 家族
曾祖游繼述，廩生；祖游體嘉，湘潭教諭；父游謙，誥贈文林郎；母明氏（誥封太孺人）。慈侍下。兄士林（庠生）；士俊；士達（庠生）。弟士選（庠生）；士偀（庠生）；士取；士逵（庠生）；士儒（禮部儒士）；士元（庠生）；士聖；士旭。